# Piattaforma di ghiaccio Voyeykov
La piattaforma di ghiaccio Voyeykov (66°20′S 124°38′E) è una piattaforma glaciale situata davanti alla costa Banzare, tra la baia di Paulding e capo Goodenough, nella Terra di Wilkes, in Antartide.

## Storia
La piattaforma fu mappata per la prima volta nel 1958 dalla Spedizione Antartica Sovietica (in russo Советская антарктическая экспедиция, САЭ, Sovyetskaya antarkticheskaya ekspeditziya?) e così chiamata in onore di Aleksandr I. Voyeykov (1842–1916), un climatologo russo.